# 鬼ヶ城

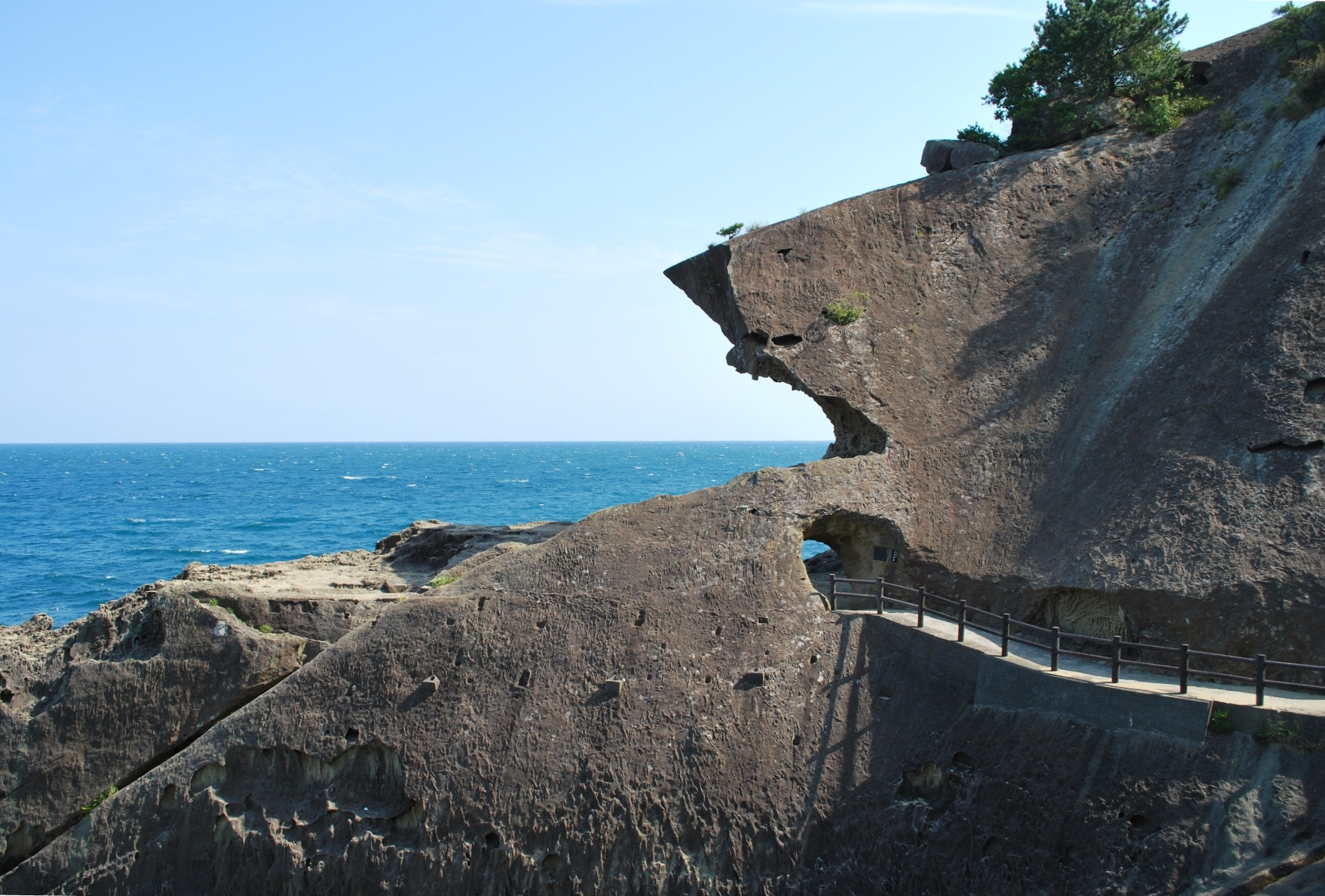
鬼ヶ城

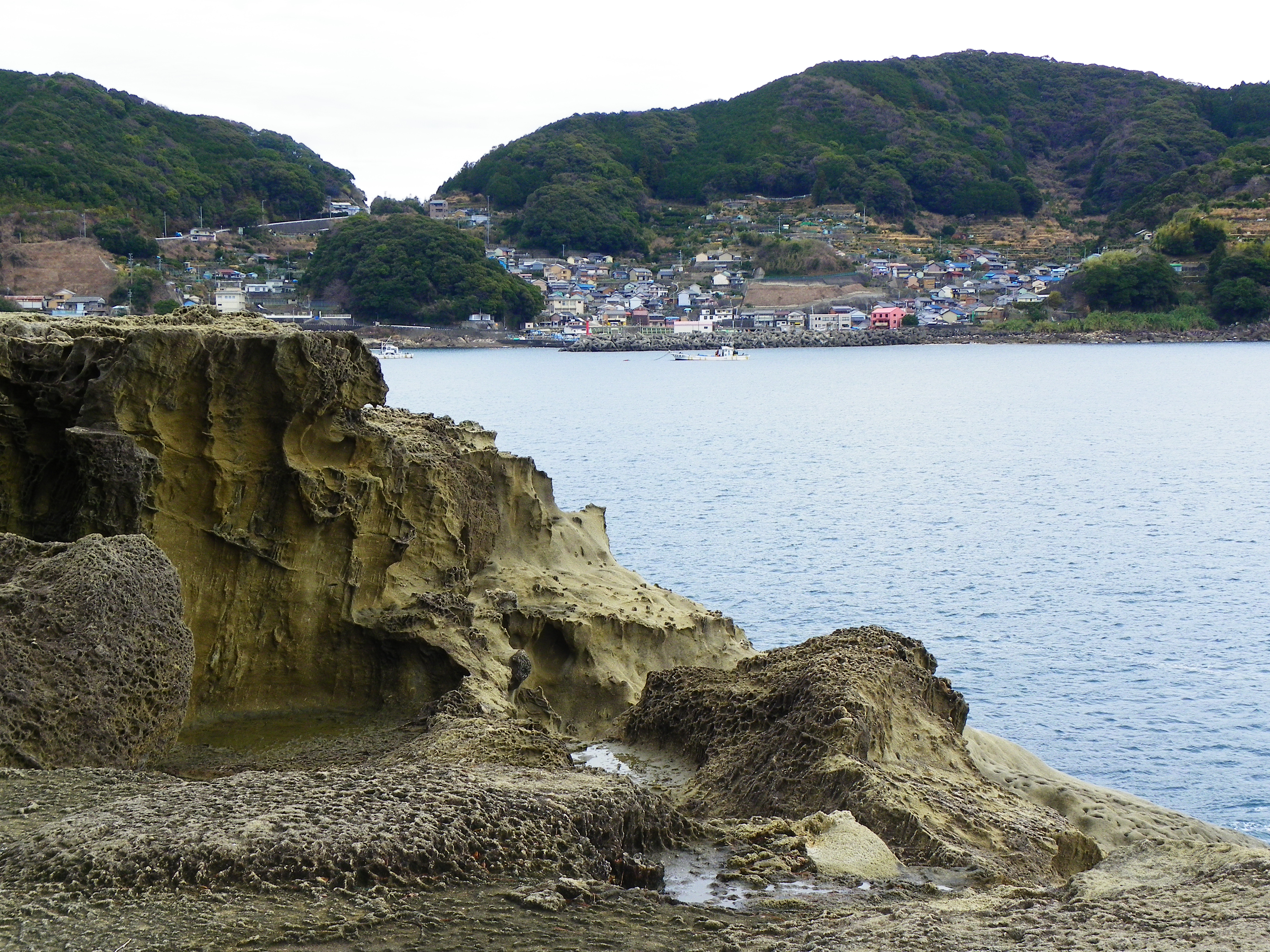
鬼ヶ城の海岸

鬼ヶ城（おにがじょう）は、三重県熊野市木本町にある海岸景勝地。国の名勝（「熊野の鬼ケ城 附 獅子巖」〈くまののおにがじょう つけたり ししいわ〉）の一部である。
熊野灘の荒波に削られた大小無数の海食洞が、地震による隆起によって階段上に並び、熊野灘に面して約1.2km続いている。志摩半島から続くリアス式海岸の最南端で、これより南はなだらかな砂浜の海岸（七里御浜）へと変わる。東口から山頂へ通じるハイキングコースには桜が植えられており、春には4種類の桜が次から次へと開花して長期間花見が楽しめる。
1935年（昭和10年）に国の天然記念物に指定された後、1958年（昭和33年）に獅子巌が追加指定され、名勝および天然記念物「熊野の鬼ケ城 附 獅子巖」となった。ユネスコの世界遺産『紀伊山地の霊場と参詣道』（2004年7月登録）の一部。また、日本百景に選定されている。

## 坂上田村麻呂伝説
坂上田村麻呂が桓武天皇の命を受けて、鬼と恐れられこの地を荒らし廻っていた海賊・多娥丸（たがまる）を征伐したという伝説。

## 鬼ヶ城本城
室町時代（1523年頃）に有馬忠親が隠居城として山頂に築城した日本の城。有馬氏はのちに堀内氏によって滅ぼされる。堀内氏は豊臣秀吉に仕え、関ヶ原の戦いまで当地を治めた。
山頂と熊野古道の松本峠を結ぶハイキングコースには3本の掘切が今でも残っている。

## 交通
- 紀勢本線（JR東海）熊野市駅から大又大久保行き三重交通バスで5分、｢鬼ヶ城東口」下車。
- 国道42号沿い。

## 周辺
- 鬼ヶ城センター
- 熊野古道 - 伊勢路
- 七里御浜
- 獅子岩
- 大泊海水浴場
- 松本峠
- 弁天神社

## 注
1. ↑  “熊野の鬼ケ城 附 獅子巖”. 国指定文化財等データベース.  文化庁. 2010年1月18日閲覧。
2. ↑  世界遺産登録推進三県協議会（三重県・奈良県・和歌山県）、2005、『世界遺産 紀伊山地の霊場と参詣道』、世界遺産登録推進三県協議会、pp.39,75